# Saukkokarit
Saukkokarit är en ö i Finland. Den ligger i sjön Saarijärvi och i kommunen Björneborg i den ekonomiska regionen  Björneborgs ekonomiska region  och landskapet Satakunta, i den sydvästra delen av landet, 210 km nordväst om huvudstaden Helsingfors. Öns största längd är 80 meter i nord-sydlig riktning. Notera att namnet antyder att det är fråga om flera öar.